# Iwan Wołoszyn-Berczak
Iwan Wołoszyn-Berczak, ukr. Іван Волошин-Берчак (ur. ?, zm. 1942 na Wołyniu) – ukraiński wojskowy (generał-chorąży), działacz emigracyjny, ataman wojskowy Ukraińskiego Wolnego Kozactwa podczas II wojny światowej.
Służył w Armii Czynnej Ukraińskiej Republiki Ludowej, dochodząc do stopnia generała chorążego. Na emigracji zamieszkał w Polsce. Działał w Ukraińskim Wolnym Kozactwie (UWK). Używał fałszywego nazwiska Krawczenko. Od 1936 r. pełnił funkcję pisarza generalnego UWK przy atamanie Iwanie Połtawcu-Ostrianicy. Jednocześnie był atamanem koszowym II Kosza UWK na Wołyniu. Po ataku wojsk niemieckich na ZSRR 22 czerwca 1941 r., zaangażował się w formowanie oddziałów wojskowych złożonych z Ukraińców i Kozaków na służbie niemieckiej. Mianowano go atamanem wojskowym UWK. W 1942 r. zginął na Wołyniu podczas walk z sowiecką partyzantką.